# Хотогор (Бурятія)
Хотогор (рос. Хотогор) — улус Заіграєвського району, Бурятії Росії. Входить до складу Сільського поселення Ацагатське.
Населення — 47 осіб (2015 рік).